# 黃棕無鬚魮
黃棕無鬚魮（学名：Puntius flavifuscus）是輻鰭魚綱鯉形目鯉科的其中一個種，被IUCN列為極危保育類動物，分布於亞洲菲律賓民答那峨島拉瑙湖流域，體長可達10.5公分，棲息在中底層水域。